# Rafael Leonardo Núñez Mata
Rafael Leonardo Núñez Mata (Bonao, República Dominicana, 25 de enero de 2002), conocido como Rafa Núñez, es un futbolista dominicano que se desempeña como centrocampista en el F. C. Cartagena de la Segunda División de España, cedido por el Elche C. F. Es internacional absoluto con la selección de fútbol de la República Dominicana.

## Trayectoria
Rafa Núñez creció en Madrid, España. Es un jugador formado en las categorías inferiores del Rayo Vallecano y en 2015, con 13 años ingresó en la cantera del Atlético de Madrid. En el conjunto colchonero iría quemando etapas, hasta formar parte del Juvenil "A" en la temporada 2020-21.
El 10 de junio de 2021, aún en edad juvenil, el jugador dominicano es cedido al Atlético Ottawa de la Canadian Premier League, donde disputa 25 partidos.
El 31 de enero de 2022, firma un contrato de temporada y media por la Unión Deportiva Almería "B" del Grupo IX de la Tercera División RFEF.
El 11 de agosto de 2023, se anunció su llegada al Elche Ilicitano. El 4 de marzo de 2024, debutó en la Segunda División de España con el Elche Club de Fútbol, en el que llegaría a disputar 6 encuentros en la segunda vuelta de la competición.
En la temporada 2024-25, forma parte de la primera plantilla del equipo ilicitano, donde juega 8 partidos a las órdenes de Eder Sarabia y anota un tanto.
El 3 de febrero de 2025, tras renovar con el firma por el Elche C. F. hasta 2027, es cedido al F. C. Cartagena de la Segunda División de España hasta el final de la temporada.

## Selección nacional
El 19 de agosto de 2018, hizo su debut con la selección de fútbol sub-17 de España, en un encuentro frente a Rusia.
El 3 de junio de 2022, debutó con la selección de fútbol de la República Dominicana en una victoria por 0-2 en la Liga de Naciones de la Concacaf ante Belice.
Disputó los Juegos Olímpicos de París 2024 con la selección sub-23 de República Dominicana bajo la dirección de Ibai Gómez.

### Participaciones en Juegos Olímpicos
| Juegos Olímpicos               | Sede    | Resultado      | Partidos | Goles |
| ------------------------------ | ------- | -------------- | -------- | ----- |
| Juegos Olímpicos de París 2024 | Francia | Fase de grupos | 3        | 1     |

## Clubes
| Club                  | País   | Años              |
| --------------------- | ------ | ----------------- |
| Atlético Ottawa       | Canadá | 2021              |
| U. D. Almería B       | España | 2022 - 2023       |
| Elche Ilicitano       | España | 2023 - 2024       |
| Elche C. F.           | España | 2024 - Actualidad |
| FC Cartagena (cedido) | España | 2025 - Actualidad |